# Colastes opacus
Colastes opacus är en stekelart som beskrevs av Sergey A. Belokobylskij 1992. Colastes opacus ingår i släktet Colastes och familjen bracksteklar. Inga underarter finns listade i Catalogue of Life.